# Как упоительны в России вечера
«Как упоительны в России вечера» — сингл российской музыкальной группы «Белый орёл», выпущенный в 1998 году и спродюсированный создателем и вокалистом группы Владимиром Жечковым. Слова к песне написал Виктор Пеленягрэ, автор музыки — Александр Добронравов.
Песня стала популярна в конце 90-х годов и является самой популярной песней «Белого орла» за всю карьеру группы.
За эту песню группа удостоена приза «Золотой граммофон» (1999) и фестиваля «Песня года» (2000).

## История создания
Как упоительны в России вечера,
Любовь, шампанское, закаты, переулки,
Ах, лето красное, забавы и прогулки,
Как упоительны в России вечера.
Балы, красавицы, лакеи, юнкера,
И вальсы Шуберта, и хруст французской булки,
Любовь, шампанское, закаты, переулки,
Как упоительны в России вечера.
<...>
В 1996 году композитору и будущему автору музыки к песне Александру Добронравову выпала длительная командировка в город Нью-Йорк, США. Провести в Америке композитору предстояло полтора года, в течение которых композитор должен был работать на музыкальной студии.
Для того, чтобы скрасить свое пребывание в США, Александр захватил из дома несколько сборников со стихами своих друзей, подаренных в разные годы. Одним из них оказалась небольшая книга поэта Виктора Пеленягрэ, с которым тогда композитор дружил уже более 10 лет.
Почитав стихи друга, он, вдохновившись ими, сочинил музыку, которая хорошо легла на будущий текст песни. Однако композитор не знал, кому предложит эту песню. На тот момент у него был определённая группа исполнителей, с которыми он работал. Но некоторое время спустя после написания музыки, он познакомился с Владимиром Жечковым, которому композиция понравилась и он решил её записать.
Её успех Владимир объясняет тем, что пел её не ради того, что бы она стала популярной, а просто так из-за скуки.
Захотел спеть — спел, захотелось влюбиться — влюбился, захотел нарисовать — нарисовал. Тогда я и запел, со скуки. Деньги есть — ума не надо. Это была не музыка, а чистый прикол.
В том же году был снят клип на песню. Многие считают, что автор видеоролика — Юрий Грымов, в ту пору активно сотрудничавший и с Жечковым, и с «Белым орлом», хотя на самом деле клип был снят Владимиром Янковским. Главную роль в клипе на композицию сыграла актриса Марина Могилевская.

## Стихотворение
- Как отмечает литературовед Ю. Б. Орлицкий, стихотворение написано в необычном классическом для романса стиле — это триолет, но в расширенном виде — здесь 12, а не 8 строк[5].
- Изначально стихотворение было не о России, Пеленягрэ первый вариант написал о том, «как упоительны в Самаре вечера». Автор утверждает, что строчки родились у него, когда он гулял по этому городу вместе с местной девушкой, в которую тогда был влюблён[источник не указан 523 дня].
- Строчка из песни «Балы. Красавицы. Лакеи. Юнкера» в различных изданиях самого автора выглядит по-разному, например, в версии 1991 года — «Балы. Красавицы. Корнеты. Шулера»[6], в версии 1992 года — «Балы. Красавицы. Пролётки. Нумера»[7], в версии 1993 года — «Балы. Красавицы. Корнеты. Нумера»[8], а в изданном уже после популярности песни собрании сочинений 2006 года — «Балы. Красавицы. Пролётки. Юнкера»[9].
- В тексте песни можно уловить большое сходство со стихотворением Ю. Влодова, а также с одной влодовской строкой: «И небо — в голубых глазах поэта! // И нервный скрип гусиного пера…». У В. Пеленягрэ та же самая интонация: «И только небо в голубых глазах поэта. // Как упоительны в России вечера!»[10][11]

## Последующие исполнения
Певец и композитор Александр Добронравов исполнял песню в телепередаче «Три аккорда». Периодически песню исполняет сам автор стихов, поэт Виктор Пеленягрэ.

## Влияние
На протяжении 20 лет песня оставалась популярной.

Как бы там ни было, а клип песни «Как упоительны в России вечера» до сих пор набирает миллионы просмотров и является, на мой взгляд, лучшей песней о России 20 века.— Сергей Алиханов, член песенной комиссии Союза Композиторов России, 2017
В начале 2000-х годов за песней закрепился статус неофициального гимна России.  
В 2001 году фраза «хруст французской булки», взятая из слов песни, была введена в общественно-политический оборот Сергеем Кара-Мурзой в его книге «Советская цивилизация», а в 2004 году он опубликовал статью «Под хруст французской булки».
В дальнейшем выражение «хруст французской булки» стало крылатой фразой и используется для обозначения идеализированных представлений о дореволюционной России.